# Loweia
Loweia är ett släkte av fjärilar. Loweia ingår i familjen juvelvingar.

## Dottertaxa tillLoweia, i alfabetisk ordning[1]
- Loweia alexis
- Loweia arcuata
- Loweia argentea
- Loweia aricia
- Loweia basinovopuncta
- Loweia bleusei
- Loweia brantsi
- Loweia centroelongata
- Loweia circe
- Loweia costojuncta
- Loweia cuneifera
- Loweia dorilis
- Loweia flavescens
- Loweia fulvosignata
- Loweia fusca
- Loweia garbas
- Loweia imostriata
- Loweia infracana
- Loweia infraflava
- Loweia intermedia
- Loweia italaveris
- Loweia italorum
- Loweia italoveris
- Loweia limbojuncta
- Loweia locarnensis
- Loweia mixtalpina
- Loweia opisthochros
- Loweia orientalis
- Loweia pallidepicta
- Loweia parvipuncta
- Loweia phocas
- Loweia postlocarnensis
- Loweia praebleusei
- Loweia remota
- Loweia reverdini
- Loweia rubi
- Loweia semiobscurior
- Loweia splendens
- Loweia straminea
- Loweia strandi
- Loweia striata
- Loweia subalpina
- Loweia tityrus
- Loweia upoleuca
- Loweia vilmae
- Loweia xanthe